# Contea di Nyêmo
Nyêmo (尼木县S; Nímù XiànP) è una contea cinese della prefettura di Lhasa nella Regione Autonoma del Tibet. Il capoluogo è la città di Nyêmo. Nel 1999 la contea contava 28.886 abitanti per una superficie totale di 3275 km². Ha giurisdizione su 7 comuni e 35 villaggi.

## Geografia fisica

### Territorio
La contea si trova nel Tibet centrale. Il fiume Yarlung Tsangpo attraversa l'area a nord. La città di Nyêmo, sede della contea, si trova a circa 94 chilometri a ovest-sud-ovest di Lhasa. Colline ondulate e vallate verdi con pascoli formano la maggior parte del paesaggio, con un'altitudine media di 4.000 metri. Gli animali selvatici sono rappresentati soprattutto da leopardi, orsi, linci, cervi, gru dal collo nero e fagiani.

### Clima
Si tratta di una zona ad altopiano con clima semi-arido monsonico, con quattro stagioni distinte. Le precipitazioni estive sono concentrate e la piovosità annuale è di 324,2 millimetri. Fenomeni come siccità, alluvioni, frane e grandine sono comuni.

## Economia
Nyemo è una contea agricola (Nimu in lingua tibetana significa "grano") ed è nota per i suoi pascoli verdi e per la produzione di grano e cereali. Le risorse minerarie principali sono rame, molibdeno e torba. Nel 2000 le coltivazioni avevano prodotto 15.251,4 tonnellate di grano e olio. Nel 2003 la contea aveva prodotto un PIL di 95,13 milioni di yuan e un reddito netto pro capite (di contadini e pastori) di circa 1750 yuan. A livello industriale vengono prodotti incenso, carta, rame, elettricità (una centrale idroelettrica produce 257.000 kWh all'anno). L'artigianato è rappresentato dalla produzione di artefatti manifatturieri in ceramica.
Nel 2000, Nyêmo poteva contare su 189 imprese con 3.319 addetti alla produzione. Tutta la comunità raggiunse un totale di 260,184 milioni di yuan nelle vendite al dettaglio di beni di consumo. L'autostrada Cina-Nepal (nota anche come "autostrada dell'amicizia", parte dell'autostrada nazionale cinese n° 318) attraversa la contea nella zona tra Lhasa e Shigatse.